# Acragas miniaceus
Acragas miniaceus é uma espécie de aranha-saltadora do gênero Acragas. O nome científico desta espécie foi publicado pela primeira vez em 1900 por simon. Estas aranhas são encontradas no Peru e Brasil.